# بطولة كرة القدم الألمانية 1962
بطولة كرة القدم الألمانية 1962 (بالألمانية: Deutsche Fußballmeisterschaft 1961/62)‏ هو الموسم 52 من بطولة كرة القدم الألمانية ‏. أقيم خلال الفترة 14 أبريل 1962 وحتى 12 مايو 1962، وأشرف على تنظيمه اتحاد ألمانيا لكرة القدم، وكان عدد الأندية المشاركة فيه 9، وفاز فيه نادي كولن.